# موكار
موكار (بالفرنسية: Mugar)‏ هي مجموعة موسيقية باللغة الأمازيغية تنشط في منطقة باريس.، تعتمد الموسيقى على مزيج ما بين الموسيقى الأمازيغية والموسيقى السيلتيية.

## روابط خارجية
- موكار على موقع ميوزك برينز (الإنجليزية)
- موكار على موقع ديسكوغز (الإنجليزية)